# Schoenolirion croceum
Schoenolirion croceum là một loài thực vật có hoa trong họ Măng tây. Loài này được (Michx.) Alph.Wood miêu tả khoa học đầu tiên năm 1870.

## Hình ảnh

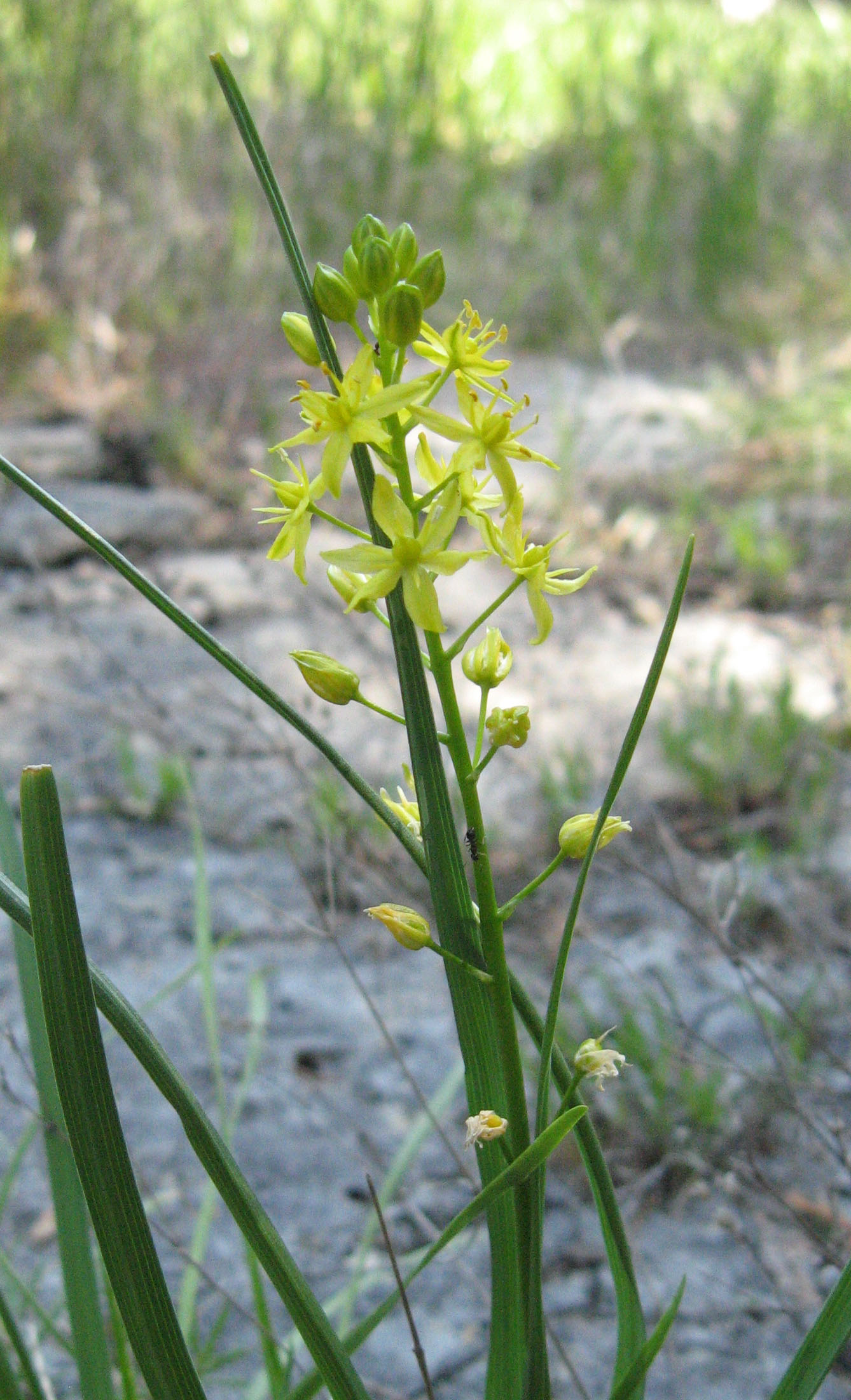